# 基礎付け主義
基礎付け主義（きそづけしゅぎ、英: foundationalism）とは、信念や判断の構造に関する立場であり、哲学のさまざまな分野に存在する。
- 認識論においては、信念が正当化されるのは基本的な信念によって基礎付けられることによってである、という考え方を指す。
- 倫理学においては、倫理的判断が正当化されるのは基礎的な倫理判断によって基礎づけられている場合である、という考え方を指す。

## 解説

### 基礎の概念
知識とは、「正当化」された「真」なる「信念」である（Justified True Belief）というのがプラトンに由来する伝統的な定式（JTB定式）であるが、「ある信念」（belief）を正当化するための何らかの基礎を認めることができるかという問題を肯定するのが「基礎付け主義」である。
基礎付け主義の理論では、「ある信念が認識論的に正当化されるのは、それが直接、あるいは基礎付けの連鎖を遡及していけば究極的には、自明な基本的な信念によって基礎付けられるときだけである」ということになる。いいかえればこのような立場は、諸命題の確実さは、絶対確実な疑い得ない根拠から正当化の連鎖によって派生的に与えられるものであるとみなすことでもある。その場合、これ以上遡行できない、一つの基礎的なものによって全ての派生的な諸信念の体系が根拠付けられることになることから、この基礎を梃子の原理で地球を動かしたアルキメデスの寓話になぞらえて「アルキメデスの点」と呼ぶ。
その基礎自体が「信念」である場合は、それ自体「自明である」とか、「自らを正当化する」とされるが、たいていの場合、基礎付け主義者たちは、デカルトの明晰判明や「コギトの疑えなさ」などの、それ自体は信念ではない、心理的・精神的な出来事・状況又は経験によって正当化されるものとみなしてきた。
その基礎について、デカルトのように、理性に求める立場を大陸合理論、ジョン・ロックのように、経験に求める立場を経験論と呼ぶ。大陸合理論は、絶対確実性の保証人として何らかの意味での神を要求するのに対し、経験論はそのような保証人なしに人間の経験を基礎に穏当な道を進もうとするものである。

### 古典的基礎づけ主義
デカルト、ロックらの古典的基礎付け主義においては、基礎的信念は絶対確実であることが要求される。もしもある信念が絶対確実な基礎的信念から演繹できるのなら、その信念も絶対確実である。問題となるのは、演繹できる範囲であって、ロックは、神の存在や数学の確実性は「論証的知識」に属するものとして演繹できるが、自然学は確実ではなく、蓋然性を持つにすぎないとした点にデカルトとの相違がある。

### 穏健な基礎づけ主義
古典的基礎づけ主義から、基礎的信念の確実性の要請をとりはらったのが「穏健な基礎づけ主義 」(modest foudationalism) である。基礎的信念の上に他の信念が積み上げられるという正当化の構造は古典的基礎づけ主義と共通である。しかし、基礎的信念は「それ自体で非常に確からしい」といった程度のものが使われ、推論としても演繹的推論だけでなく、帰納的推論も認めることが多い。バートランド・ラッセルが提唱した。

### 内在主義
基礎付け主義のうち、真なる信念は正当化されていなければならず、かつ、その正当化について、認識主体に知られていなければならないという立場を内在主義という。
したがって、その基礎が「信念」であるか、それとも「信念以外のもの」であるかによって、「信念論的で内在主義的な基礎付け主義」(doxastic internalistic foundationalism)と「非信念論的で内在主義的な基礎付け主義」（nondoxastic internalistic foundationalism）を区別することができる。
その後、信念論的で内在主義的な基礎付け主義は、ミュンヒハウゼンのトリレンマによって遡行問題を引き起こすことから不可能であるとされるに至った。
非信念論的で内在主義的な基礎付け主義は、イギリス経験論のように、経験や感覚といった信念以外のものを基礎に求めるが、ウィルフリッド・セラーズによって、これらが前提としていたセンス・データ論が所与の神話(myth of the given)であるとして批判にさらされるようになった。
その後、いわゆるゲティア問題をきっかけに、内在主義を放棄して、外在主義をとるものが増えてきた。

### 外在主義
基礎付け主義のうち、真なる信念は正当化されていなければならず、かつ、その正当化について、認識主体に知られている必要はなく、客観的に成立していればよいという立場を外在主義という。
アルヴィン・ゴールドマンは、ある信念が知識かどうかは、その信念が、因果的に適切な仕方で生じたかどうかによって決まるという知識の因果説(causal theory of knowledge)を提唱した。
フレッド・ドレツキは、その信念が間違いであるならば、その理由がえられることはないであろうような決定的理由(conclusive reasons)に基づいて、その人の信念が信じられているときかどうかによって判断することができると主張した。
信頼性主義(reliabilism)と呼ばれる立場で、最も有名なものは、プロセス信頼性主義であり、正当化に関する外在主義の中心的な立場である。プロセス信頼性主義によれば、ある信念が正当化されるためには、その信念が信頼のおける認知プロセスによって形成されることが必要である。D.M.アームストロング（en:David Malet Armstrong）によって提唱された。

### 基礎付け主義に対する批判
とくに近年において、基礎付け主義は有力な反論を受けることとなった。実際に基礎として働くような信念は絶対確実からはほど遠く、あるいはたとえそれ自体で非常に確からしいという程度の基準がつかわれたとしても、基礎的信念自体が非常に無内容なトートロジーであって他の信念の基礎として働かない。こうして基礎づけ主義は時代遅れと見なされるようになり、近年では、基礎付け主義を放棄して整合説を支持するものが勢力を持つようになってきた。